# François Curillon
Pour les articles homonymes, voir Curillon.
François Curillon, né à Tournus le 1er juin 1875 et mort à Issy-les-Moulineaux le 15 décembre 1922, est un sculpteur français. 

## Biographie
Frère du sculpteur Pierre Curillon (1866-1954) dont il est l’élève, François Curillon participe au Salon des artistes français où son Ismaël dans le désert reçoit une mention honorable en 1902. 
Il est l'un des nombreux praticiens d'Auguste Rodin de 1904 à 1916.
Il résidait en 1895 et 1896 à Vanves, au n° 44 de la rue de Paris, et en 1909 à Issy-les-Moulineaux, au n° 2 de l'avenue de l'Hôtel-de-Ville. 

## Œuvres
Parmi les œuvres connues de François Curillon figurent :
- Ma mère (1895), présenté au Salon des artistes français (n° 3002) ;
- Portrait de ma mère (1896), présenté au Salon des artistes français (n° 3348) ;
- Glaneuse (1896), présenté au Salon des artistes français (n° 3349) ;
- Ismaël au désert (1902), présenté au Salon des artistes français (mention honorable).